# Dysdera genoensis
Espèce
Dysdera genoensis est une espèce d'araignées aranéomorphes de la famille des Dysderidae.

## Distribution
Cette espèce est endémique de la province du Hormozgan en Iran,. Elle se rencontre dans la réserve de biosphère de Geno.

## Description
Le mâle holotype mesure 5,49 mm et la femelle paratype 6,52 mm.

## Systématique et taxinomie
Cette espèce a été décrite par Zamani, Marusik et Szűts en 2023.

## Étymologie
Son nom d'espèce, composé de geno et du suffixe latin -ensis, « qui vit dans, qui habite », lui a été donné en référence au lieu de sa découverte, la réserve de biosphère de Geno (en).

## Publication originale
- Zamani, Marusik & Szűts, 2023 : « A survey of the spider genus Dysdera Latreille, 1804 (Araneae, Dysderidae) in Iran, with fourteen new species and notes on two fossil genera. » ZooKeys, vol. 1146, p. 43-86 (texte intégral).